# Don’t Be So Shy (Imany-dal)
A Don't Be So Shy dal a francia Imany eddigi legnagyobb slágere, melyet Imany, Nadia Nladjao és Stephanie Goldman irt. A remix változatot Filatov & Karas készítette el. A dal több slágerlistára is felkerült.
A dal hallható volt a 2014-es Sous les jupes des Filles (Francia nők) cimű filmben is.

## Filatov & Karas Remix
A dal remixe 2015 augusztusában készült el az orosz zenei producer duó Dj Filatov és Karas jóvoltából. Ez a verzió több európai országban is slágerlistás helyezést ért el, úgy mint Oroszország, Lengyelország, Németország, Ausztria is.
A dal Imany The Wrong Kind Of War albumán is szerepel, mely 2016 augusztusában jelent meg.

## Megjelenések
CD Single  Németország Island records 0602557077247
- Don’t Be So Shy (Filatov & Karas Remix) 3:10
- Don’t Be So Shy (Filatov & Karas Extended Mix) 4:14

## Slágerlista
"Don't Be So Shy" (Filatov & Karas Remix)
| Slágerslita (2015–17)                 | Legmagasabb helyezés |
| ------------------------------------- | -------------------- |
| Ausztrália (ARIA)                     | 9                    |
| Ausztria (Ö3 Austria Top 40)          | 1                    |
| Belgium (Ultratop 50 Flanders)        | 5                    |
| Belgium (Ultratop 50 Wallonia)        | 3                    |
| Bulgaria (ARC Top 40)                 | 1                    |
| Kanada (Canadian Hot 100)             | 94                   |
| Dánia (Tracklisten Top 40)            | 16                   |
| Finnország (Singlet Top 20)           | 5                    |
| Franciaország (Single Top 100)        | 1                    |
| Németország (Media Control Charts)    | 1                    |
| Germany (Airplay Chart)               | 3                    |
| Magyarország (Rádiós Top 40)          | 2                    |
| Magyarország (Single Top 40)          | 2                    |
| Magyarország (Dance Top 40)           | 1                    |
| Olaszország (FIMI)                    | 22                   |
| Lebanon (Lebanese Top 20)             | 6                    |
| Hollandia (Single Top 100)            | 17                   |
| Norvégia (VG-lista)                   | 17                   |
| Lengyelország (Polish Airplay Top 20) | 1                    |
| Lengyelország (Dance Top 50)          | 1                    |
| Romania (Media Forest)                | 1                    |
| Russia (Tophit Airplay)               | 1                    |
| Serbia (IFPI)                         | 1                    |
| Szlovákia (Rádio Top 100)             | 1                    |
| Szlovákia (Singles Digitál Top 100)   | 11                   |
| Slovenia (SloTop50)                   | 1                    |
| Spanyolország (PROMUSICAE)            | 6                    |
| Svédország (Sverigetopplistan)        | 10                   |
| Svájc (Schweizer Hitparade)           | 3                    |
| Svájc (Romandie)                      | 1                    |

| Slágerslista (2016)               | Helyezések |
| --------------------------------- | ---------- |
| Australia (ARIA)                  | 83         |
| Austria (Ö3 Austria Top 40)       | 6          |
| Belgium (Ultratop Flanders)       | 26         |
| Belgium (Ultratop Wallonia)       | 8          |
| Denmark (Tracklisten)             | 76         |
| France (SNEP)                     | 2          |
| Germany (Official German Charts)  | 4          |
| Italy (FIMI)                      | 46         |
| Hungary (MAHASZ)                  | 2          |
| Israel (Media Forest)             | 21         |
| Poland (ZPAV)                     | 9          |
| Romania (Romanian Top 40 Charts)  | 1          |
| Russia Airplay (Tophit)           | 12         |
| Sweden (Sverigetopplistan)        | 64         |
| Switzerland (Schweizer Hitparade) | 10         |